# Роулинсон, Джордж
Джордж Роулинсон (англ. George Rawlinson; 23 ноября 1812 — 6 октября 1902) — британский историк и христианский богослов. Специалист по истории Древнего мира. Младший брат ассириолога сэра Генри Роулинсона.

## Биография
Роулинсон родился в Чадлингтоне (Оксфордшир) в семье Авраама Тайсака Роулинсона.
Учился в Илингской школе. В 1834 году поступил в оксфордский Тринити-колледж, получив степень бакалавра искусств в 1838 году и магистра искусств через три года.
В первые годы своего пребывания в Оксфорде играл в университетской команде по крикету.
В 1840 году был избран членом совета Эксетер-колледжа в Оксфорде, а в 1842—1846 годах был тьютором колледжа, оставив должность в результате женитьбы на Луизе Чермсайд, дочери сэра Роберта Александра Чермсайда.
В 1841 году был рукоположен в сан дьякона, а в следующем году — в сан священника. В 1846—1847 годах был викарием в Мертоне, Оксфордшир.
В 1850-х годах был участником Ассоциации тьюторов и повлиял на разработку Акта парламента о реформе университета (1854).
В 1859 году прочитал в Оксфорде цикл богословских лекций на тему The Historical Evidences of the truth of the Scripture Records в рамках ежегодных лекций Бэмптона (изданы в том же году).
В 1861—1889 годах был Камденовским профессором древней истории в Оксфорде.
В 1872 году он был назначен каноником Кентерберийским. Автор статьи о Роулинсоне в Национальном биографическом словаре предполагает, что причиной назначения послужили не ораторские качества (весьма скромные), а учёность и организаторские способности. В 1873—1898 годах был проктором Кентерберийской конвокации.
Умер в своей резиденции на территории собора в Кентербери 6 октября 1902 года.

## Научная деятельность
Областью научных интересов Дж. Роулинсова была история Древнего мира. Совместно со своим братом Г. Роулинсоном и Дж. Гарднером Уилкинсоном выпустил перевод Истории Геродота с научными комментариями и примечаниями. Также Роулинсон — автор фундаментальных трудов, посвящённых древним царствам (Вавилону, Ассирии, Древней Персии, Мидии и др.), обобщающих результаты исторических и археологических исследований того времени. Части его трудов, посвящённые, соответственно, Персии и Парфии, получили высокую оценку А. Олмстеда и Н. К. Дибвойза и были признаны ими наиболее масштабными из работ вплоть до их собственных.
«Ролинсон был историком, который знал цену археологии задолго до появления „научного“ археологического метода, а его толкование и анализ архитектуры и искусства в свете его письменных источников был образцом для подражания для его преемников» (А. Олмстед)
Роулинсон был членом Королевского географического общества, членом-корреспондентом Американского философского общества и Туринской академии наук.

## Основные труды
- History of Herodotus (совместно с Henry Rawlinson и Gardner Wilkinson), 1858-60
- The Five Great Monarchies, of the Ancient Eastern World, 1862-67
- Manual of Ancient History, 1869
- Historical Illustrations of the Old Testament, 1871
- The Sixth Great Oriental Monarchy (Parthian), 1873
- The Seventh Great Oriental Monarchy (Sassanian), 1875
- The Origin of Nations, 1877
- History of Ancient Egypt, 1881
- Egypt and Babylon, 1885
- History of Phoenicia, 1889
- Memoir of Major-General Sir H. C. Rawlinson, 1898[6]